# Carnival Conquest (schip, 2002)
De Carnival Conquest is een cruiseschip van Carnival Cruise Lines en is het eerste schip uit de Conquest-klasse. Lindy Boggs is de peetmoeder van de Carnival Conquest.

## Lay-out
Zestig procent van alle kajuiten hebben zicht op zee, en zestig procent van deze kajuiten hebben een eigen balkon.
Het interieur van het schip is ontworpen met een Frans impressionistische stijl, waarin de cultuur van haar thuishaven in New Orleans helemaal terug te vinden is. De Conquest werd in 2009 gerenoveerd, samen met de inbreng van de nieuwe C-club voor 12- tot 14-jarigen. Ook op het bovendek werd een groot LED-scherm geïnstalleerd. Tijdens deze renovatie werden er aan 18 kajuiten met zicht op zee balkons toegevoegd.

## Afvaarten
De Conquest maakt vooral afvaarten in de Westerse Caraïben, vertrekkende vanaf de haven Galveston, Texas.
In november 2011 is de Conquest van Galveston naar New Orleans verplaatst om daar 6,7 en 8-daagse cruises te maken naar de Westelijke Caraïben en 7-daagse naar de Oostelijke Caraïben. Op 13 november startte de Conquest haar nieuwe route.